# ぎふ大和インターチェンジ
ぎふ大和インターチェンジ（ぎふやまとインターチェンジ）は、岐阜県郡上市大和町にある東海北陸自動車道のインターチェンジである。同自動車道の高鷲ICと同じく、開発インターチェンジとして開設された。
ぎふ大和PAが隣接しているが、当ICで降車する場合は利用できない。

## 歴史
- 1997年（平成9年）11月10日 - 東海北陸自動車道の郡上八幡IC - 白鳥IC間の開通に伴い[2][3]、供用開始[1]。当初は暫定2車線での供用[3]。
- 2009年（平成21年）
  - 2月20日 - 当IC - 白鳥IC間が4車線化[3]。
  - 7月17日 - 郡上八幡IC - 当IC間が4車線化[3]。

## 道路
- E41 東海北陸自動車道（9番）

## 料金所
- ブース数：4

### 入口
- ブース数：2
  - ETC専用：1
  - ETC/一般：1

### 出口
- ブース数：2
  - ETC専用：1
  - ETC/一般：1

## 接続する道路
直接接続
- 岐阜県道52号白鳥板取線[1]

間接接続
- 岐阜県道61号大和美並線

## 周辺
- 長良川
- 板取街道
- 古今伝授の里フィールドミュージアム
- 道の駅古今伝授の里やまと
- 郡上市役所大和振興事務所
- 長良川鉄道越美南線 山田駅・徳永駅・郡上大和駅

## 隣
E41 東海北陸自動車道
(8)郡上八幡IC - (9)ぎふ大和IC/PA - 平山トンネル - (10)白鳥IC